# Tomosvaryella zimini
Tomosvaryella zimini är en tvåvingeart som beskrevs av Kuznetzov 1993. Tomosvaryella zimini ingår i släktet Tomosvaryella och familjen ögonflugor. Inga underarter finns listade i Catalogue of Life.